# Monte Agepsta

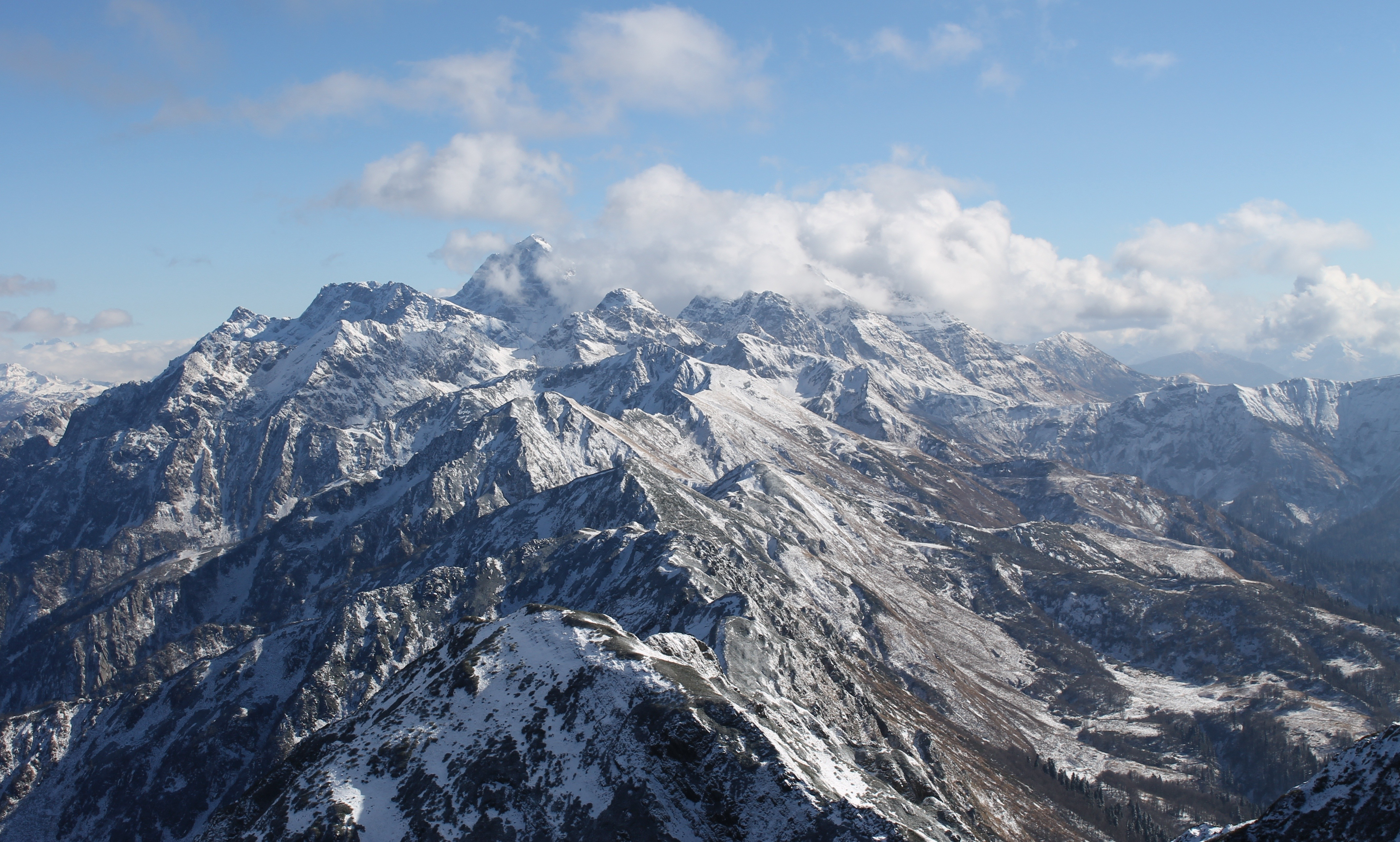
Vista do Monte Agepsta e Turyi gory (Montanhas Tur) do topo do Kamennyi Stolb, Aibga Ridge.

O Monte Agepsta (abecásio: Аҕьаҧсҭа, Agh'aphstha; georgiano: აგეფსთა) é uma montanha da Cordilheira de Gagra, na Abecásia, e seu cume está a uma altura de 3256 metros acima do nível do mar. As encostas da montanha, até uma altura de 1700-1800 metros, estão cobertas por abetos e florestas de faias. Um pouco mais alto, a vegetação muda, com maior incidência do prado alpino e, próximo ao topo, encontram-se pequenas geleiras.